# Cantone di Saint-Chéron
Il Cantone di Saint-Chéron era una divisione amministrativa dell'arrondissement di Étampes.
A seguito della riforma approvata con decreto del 24 febbraio 2014, che ha avuto attuazione dopo le elezioni dipartimentali del 2015, è stato soppresso.

## Composizione
Comprendeva i comuni di:
- Angervilliers
- Boissy-sous-Saint-Yon
- Breuillet
- Breux-Jouy
- Saint-Chéron
- Saint-Cyr-sous-Dourdan
- Saint-Maurice-Montcouronne
- Saint-Sulpice-de-Favières
- Saint-Yon
- Sermaise
- Le Val-Saint-Germain